# Рибники (зупинний пункт)
Ри́бники — пасажирський залізничний зупинний пункт Тернопільської дирекції Львівської залізниці на неелектрифікованій лінії Ходорів — Березовиця-Острів між станціями Підвисоке (17 км) та Потутори (1 км). Розташований в однойменному селі Тернопільського району Тернопільської області.

## Пасажирське сполучення
На зупинному пункті Рибники зупиняються приміські дизель-поїзди сполученням Тернопіль — Ходорів. 